# Martijn Biemans
Martijn Biemans (Coevorden, 10 oktober 1986) is een Nederlandse radio-dj.

## Biografie
In 2004 slaagde Biemans voor zijn havo-diploma. Hij presenteerde bij de lokale radio-omroep van zijn geboorteplaats Coevorden diverse programma's. Via de Veronica Radioschool kwam Biemans terecht bij Simone FM. In 2008 studeerde Biemans Kunst en Techniek, waar hij in zijn studententijd aan de slag ging bij Enschede FM. Biemans werkte sinds 2008 voor Kink FM, nadat hij in het programma Aan de bak van de RVU een baan als dj van Kink FM won. Biemans presenteerde op dit station iedere maandag tot en met donderdag tussen 14.00 en 17.00 uur een programma. Daarnaast presenteerde hij op vrijdag tussen 16.00 en 19.00 uur de Kink 40. Aan hem was ook de eer om de Kink 1600 af te sluiten, het laatste programma voordat Kink FM per 1 oktober 2011 werd opgeheven.
Op 21 april 2012 werd Biemans inval-dj op Radio 538. Daarnaast presenteert hij een programma op KX Radio.
Op 3 september 2012 nam hij van Edwin Noorlander de presentatie over van de 53N8CLUB. Verder was hij producer bij het programma Barry's Weekend Vibe. Regelmatig was hij ook dj bij Het beste van Evers staat op, als opvolger van Mark Labrand en de Nonstop 40. Tevens viel hij regelmatig in als dj of producer op verschillende tijden in de programmering.
Op 2 november 2013 werd bekend dat Biemans een naar hem genoemd weekendprogramma zou krijgen op Radio 538 in de middag. Tevens werd hij muzieksamensteller op Radio 538.
Na vertrek van Robin Leféber nam Biemans op 2 juni 2014 het tijdslot over van Leféber, namelijk op vrijdag tussen 04.00 en 06.00 uur en op zondag tussen 22.00 en 00.00 uur. Hij behield wel zijn eigen weekendprogramma.
Vanaf 1 januari 2015 presenteerde Biemans Trending Tracks op maandag tot en met donderdag van 19.00 tot 21.00 uur. Zijn oude programma's werden op 10 januari 2015 overgenomen door Barry Paf en Ivo van Breukelen.
Op 10 augustus 2017 maakte Biemans zijn laatste programma op Radio 538. Hij stapte over naar Qmusic om daar de muziek samen te gaan stellen. Ook werd hij vaste invaller. Per september 2018 kreeg Biemans weer een vast programma in het weekend.

## Persoonlijk
Biemans heeft een relatie met radionieuwslezeres Jo van Egmond, met wie hij een dochter heeft.